# Čisovice
Čisovice är en ort i Tjeckien.   Den ligger i regionen Mellersta Böhmen, i den centrala delen av landet, 26 km söder om huvudstaden Prag. Čisovice ligger 336 meter över havet och antalet invånare är 738.
Terrängen runt Čisovice är platt åt sydost, men åt nordväst är den kuperad. Runt Čisovice är det ganska tätbefolkat, med 52 invånare per kvadratkilometer. Närmaste större samhälle är Modřany, 17,8 km norr om Čisovice. Trakten runt Čisovice består till största delen av jordbruksmark.